# Nino Basilia
Nino Basilia (en géorgien : ნინო ბასილია) est une scénariste et une réalisatrice géorgienne, œuvrant pour la télévision et le  cinéma. 

## Biographie
Née en Géorgie, elle étudie la philologie à l'Institut pédagogique de Tbilissi. Elle publie plusieurs romans, tout en écrivant des scripts pour des séries télévisées. 
Elle obtient ensuite son diplôme de scénariste et de réalisatrice à l’école de cinéma de Moscou (BKCP), revient à Tbilissi pour réaliser des documentaires et devenir directrice à la télévision.  
La réalisation de son premier long métrage, Anna's Life, est financée en 2015 par le Centre national du film de Géorgie. 

## Filmographie
Elle réalise des séries télévisées ainsi que des documentaires pour le cinéma, avant de tourner son premier long métrage en 2015,. 

### Long métrage
- 2016 : Anna's Life (ანას ცხოვრება en géorgien :, Anas tsokhvreba)

### Courts métrages
- 2006: Six minutes et demie (ექვსნახევარი წუთი en géorgien : ekvsnakhevari tsouti)
- 2006: Un Tel amour (ასეთი სიყვარული en géorgien : aseti sikhvarouli)
- 2006: Une Fissure (ბზარი en géorgien : bzari)
- 2007: La Maison d’amande (ნუშის სახლი en géorgien : souchis sakhli)
- 2008: Les Géorgiens (გრუზინებიen géorgien : Grouzinebi)

## Prix
Anna’s Life a reçu les distinctions suivantes en 2016:
- Janvier, Göteborg (Suède) : sélection pour « The Ingmar Bergman International Debut Award » [5],
- Mai, Buenos Aires (Argentine) : Merit Award  au « International Film Festival Construir Cine »[6],
- Octobre, Istanbul (Turquie) : prix spécial du jury du « International Crime and Punishment Film Festival » [7],
- Novembre, Majorque (Espagne) : meilleur long métrage du « Evolution! Mallorca International Film Festiva »[8],
- Novembre, Cottbus (Allemagne) : sélection au « Film Festival »[9],
- Novembre, Arras (France) : Atlas d’Argent  au « Film Festival »[10],
- Novembre, Le Caire (Égypte : prix FIPRESCI (Critiques) au « 38th Cairo International Film Festival »[11].